# Machometr

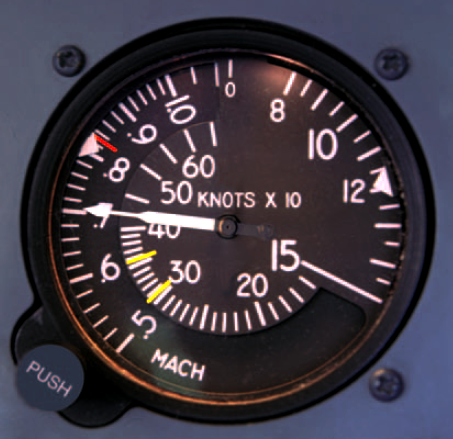
Wskaźnik machometru zamontowany w jednej obudowie z prędkościomierzem.

Machometr – przyrząd pokładowy statku powietrznego służący do pomiaru liczby Macha, czyli stosunku prędkości statku powietrznego względem opływającego go powietrza do lokalnej wartości prędkości dźwięku.
Machometry stosuje się przede wszystkim w samolotach latających z dużymi prędkościami, kiedy to wraz ze zbliżaniem się do prędkości dźwięku zmieniają się własności pilotażowe samolotu, spada siła nośna, wzrasta siła oporu, zmienia się punkt parcia sił aerodynamicznych, spada skuteczność lotek. Wszystko to prowadzi do zmian stateczności i sterowności samolotu. Zbiór tych zjawisk nosi nazwę kryzysu falowego, jego własnością jest to że na różnych wysokościach lotu występuje przy różnych prędkościach, ale zawsze przy tej samej liczbie Macha.
Machometry podzielić można ze względu na sposób skalowania na poddźwiękowe (Ma<0,95) i naddźwiękowe. Wzór skalowania machometru dla prędkości poddźwiękowych ma postać:
{\displaystyle Ma={\frac {V_{TAS}}{a}}={\sqrt {{\frac {2}{k-1}}\left[\left({\frac {p_{t}}{p_{s}}}\right)^{\frac {k-1}{k}}-1\right]}},}
gdzie:
{\displaystyle V_{TAS}} – True Air Speed
{\displaystyle a} – lokalna prędkość dźwięku
{\displaystyle p_{t}} – ciśnienie całkowite
{\displaystyle p_{s}} – ciśnienie statyczne
{\displaystyle k} – wykładnik adiabaty (dla powietrza = 1,4)
Machometr przypomina budową prędkościomierz TAS (różnią się tylko puszkami aneroidowymi), z niezupełną poprawką temperaturową, ze względu na to podobieństwo często montuje się machometr i prędkościomierz w jednej obudowie.